# Петторанелло-дель-Молізе
Петторанелло-дель-Молізе (італ. Pettoranello del Molise) — муніципалітет в Італії, у регіоні Молізе, провінція Ізернія.
Петторанелло-дель-Молізе розташоване на відстані близько 155 км на схід від Рима, 32 км на захід від Кампобассо, 6 км на південний схід від Ізернії.
Населення — 455 осіб (2014).

## Демографія
Населення за роками:

Станом на 1 січня 2023 року в муніципалітеті офіційно проживало 37 іноземців з 6 країн, серед них 5 громадян країн Євросоюзу.

## Сусідні муніципалітети
- Карпіноне
- Кастельпетрозо
- Кастельпіццуто
- Ізернія
- Лонгано